# دهستان میان‌رود (نور)
میان‌رود، دهستانی است به مرکزیت روستای بنفشه ده از توابع بخش چمستان شهرستان نور در استان مازندران ایران است که بیش از ۴۰ روستا را شامل می‌شود که مرکز این دهستان روستای بنفشه ده می‌باشد.
میانرود اسم محلی و اصطلاح منطقه‌ای می‌باشد و اهالی روستاهای چمستان به آن لقب داده‌اند در واقع میانرود به کلیه روستاهای واقع در بین دو رود گفته می‌شود یعنی به کلیه روستاهای موجود بین دورود؛ منطقه میانرود می‌نامند که این دو رود یکی پل آلشرود بوده و دیگری پل بنفشه ده می‌باشد.
نقشه دهستان میان رود

## جمعیت
براساس سرشماری سال ۱۳۸۵جمعیت آن۱۳۹۰۶ نفر (۳۴۹۹ خانوار) بوده‌است.